# Naples Foot-Ball & Cricket Club
El Naples Foot-Ball & Cricket Club fou un club de futbol de la ciutat de Nàpols (Itàlia).

## Història
El Naples Foot-Ball & Cricket Club fou fundat el 1904 per l'anglès James Potts, mariner de l'empresa marítima Cunard Lines. A més de Potts, foren fundadors del club Mr. Bayon i els napolitans Conforti, Salsi i Catterina. Amedeo Salsi fou el primer president i el creador del primer torneig de la ciutat, la "Coppa Salsi". La primera alineació del Naples fou Kock, Garozzo, Del Pezzo, Littie, Steinecaer, Marin, Scarfoglio, McPherson, Chaudorir, Potts, Ostermann.
El 1906 es va treure el terme Cricket del nom i passà a anomenar-se Naples Foot-Ball Club. El 1912 es va inscriure al campionat nacional, que fins aleshores només havien disputat els clubs del nord. Aquest mateix 1912 el club patí una escissió i es fundà l'Unione Sportiva Internazionale Napoli. En aquesta primer temporada el Naples derrotà a l'Internacinonale al grup de Campània però fou derrotat pel Lazio de Roma a la final del centre-sud del país.
El 1922, ambdues societats decidiren unir esforços i crearen el Foot-Ball Club Internazionale-Naples, que fou més conegut com a FBC Internaples.
Pel que fa als estadis, entre 1904 i 1912 jugà al camp de Campegna. El 27 d'octubre de 1912 inaugurà el camp d'Agnano. A partir de 1913 passà a jugar al camp del polígon de tir, on romangué fins a la seva desaparició el 1922.

## Cronologia
- 1904 - Fundació del Naples Football & Cricket Club
- 1906 - Adopció del nom Naples Football Club
- 1912-13 - 1r al grup de Campània, perd la final del centre-sud amb el Lazio
- 1913-14 - 2n al grup de Campània
- 1914-15 - 2n al grup de Campània
- 1919-20 - 4t al grup de Campània
- 1920-21 - 2n al grup de Campània i 2n a la semifinal interregional
- 1921-22 - 4t al grup de Campània

## Palmarès
- Coppa Lipton: 2 1909, 1911
- Coppa Salsi:1 1905
- Coppa Noli da costa:1
- Finalista al Campionat d'Itàlia Meridional: 1 1912-13